# Фостер, Эл
Элои́зиус «Эл» Фо́стер (англ. Aloysius “Al” Foster; 18 января 1943, Ричмонд — 28 мая 2025, Нью-Йорк, Нью-Йорк) — американский джазовый барабанщик, прославился высокой техникой игры и динамичными, экспансивными барабанными соло, обеспечив себе, таким образом, репутацию одного из ведущих барабанщиков поколения пост-бибопа среди музыкантов.
Сотрудничал со многими джазовыми музыкантами, в том числе, с Сонни Роллинзом, Фредди Хаббардом, Джоном Скофилдом, Стэном Гетцом, Херби Хэнкоком, израильским пианистом Леонидом Пташкой, а также Майлсом Дейвисом, который и открыл миру талант Фостера, пригласив его в свой биг-бэнд.

## Биография
Эл Фостер родился 18 января 1943 в Ричмонде, Виргиния, в музыкальной семье: его отец и дядя были барабанщиками. Через некоторое время Фостеры переехали в Нью-Йорк и стали жить недалеко от западного Гарлема. Юный Эл с самого детства увлекался музыкой, среди его кумиров были Чик Уэбб, Джо Джонс и Макс Роуч. Первую ударную установку Gretsch ему подарили родители на девятый день рождения.
Творческий дебют Фостера состоялся в 1960 году в ансамбле южноафриканского трубача Хью Масекелы, затем Эл играл с Тедом Кёрсоном, Иллинойсом Джеккетом, Кэннонболлом Эддерли и Фредди Хаббардом, а свой первый альбом The Thing to Do он записал совместно с Блю Митчеллом в 1964 году, однако звёздный час музыканта состоялся позднее. В 1969 году в манхэттэнском клубе Cellar Club Эл отыграл сет с басистом Эрлом Мэем. В тот вечер в клубе присутствовал Майлс Дейвис, который был настолько поражён техникой игры 25-летнего барабанщика, что пригласил Фостера к себе в оркестр в качестве замены ударнику Джеку Деджоннету, который на тот момент покидал группу. Фостер принимал участие в записи альбомов Дейвиса на протяжении 13-ти лет с 1972 по 1985 год, первым совместным альбомом стал Big Fun, а завершила период сотрудничества пластинка You’re Under Arrest.
Помимо музыки Эла Фостера и Майлса Дейвиса связывала крепкая дружба. Фостер был одним из немногих, кто общался с Майлсом и поддерживал его в самый кризисный период жизни, когда из-за болезни, вызванной наркотической зависимостью, он на шесть лет оставил музыку.
Ближе всех мне был Эл Фостер. По-настоящему одухотворенный парень, с ним было хорошо. Именно Эл держал меня в курсе музыкальной жизни в те годы, когда я не играл. Я разговаривал с ним тогда почти каждый день. И доверял ему абсолютно.
После ухода из биг-бэнда Майлса Дейвиса в 1985 году Эл Фостер сотрудничал с разными музыкантами, а позднее собрал квартет, в состав которого вошли тенор и сопрано-саксофонист из Израиля Эли Дегибри, пианист Адам Бирнбаум и контрабасист Даг Уэйсс, с которыми он в 2008 году выпустил совместный альбом Love, Peace and Jazz!.
Квартет Фостера много гастролировал, принимал участие в международных фестивалях. Музыканты несколько раз приезжали в Россию, в том числе в рамках фестиваля «Классика и джаз в Царицыно» в Москве, а также «Сиб Джаз Фест» в Новосибирске в 2011 году.
Умер 28 мая 2025 года в возрасте 82 лет в Нью-Йорке.

## Дискография

### В качестве лидера
- The Night Of The Wolf (1975, Roulette Records)
- Mixed Roots (1978, CBS/Sony)
- Mr Foster (1979, Better Days)
- This Bud’s For You… (1985, Muse Records)
- An Evening With (1987, Red Record)
- Recycling (1993, Jazzline)
- Brandyn (1996, Laika Records)
- A Day In Manhattan (2000, Laika Records)
- Oh! (ScoLoHoFo) (2003, Blue Note Records)
- The Montreal Tapes (Tribute To Joe Henderson) (2003, Verve Records)
- Crossing The Border (2006, Nishville Records)
- Love, Peace and Jazz! Live at the Village Vanguard (2008, JazzEyes)
- The New Morning: The Paris Concert (2008, Inakustik)
- Le Lann/Kikoski/Foster/Weiss (2009, Plus Loin)

### В качестве приглашённого музыканта
С Майлсом Дейвисом
- On the Corner (1972)
- In Concert: Live at Philharmonic Hall (1973)
- Big Fun (1974)
- Get Up with It (1974)
- Dark Magus (1974)
- Agharta (1975)
- Pangaea (1975)
- The Man with the Horn (1981)
- We Want Miles (1981)
- Star People (1983)
- Decoy (1984)
- You’re Under Arrest (1985)
- Amandla (1989)

С Блю Митчеллом
- The Thing to Do (Blue Note, 1964)
- Down with It! (Blue Note, 1965)

С Сонни Роллинзом
- Don’t Ask (1979)
- Love at First Sight (1980)
- Here’s to the People (1991)
- Sonny Rollins + 3 (1995)

С Маккоем Тайнером
- Horizon (1979)
- Quartets 4 X 4 (1980)
- It’s About Time (1985)
- New York Reunion (1991)
- McCoy Tyner Plays John Coltrane (1997)
- McCoy Tyner with Stanley Clarke and Al Foster (1998)

С другими музыкантами
- Silver 'n Brass (с Сильвером Хорасом, 1975)
- Dune (с Сэмом Моррисоном, 1976)
- Witches, Goblins, Etc. (с Садиком Хакимом, 1978)
- Everything Must Change (с Джонни Лайтлом, 1978)
- In, Out And Around (с Майком Ноком, 1978)
- Elegie For Bill Evans (с Ричи Бейрахом, 1981)
- So Near, So Far (Musings for Miles) (с Джо Хендерсоном, 1992)
- Pure (с Крисом Портером, 1994)
- Time Well Spent (с Энди Лаверном и Джорджем Мразом, 1994)
- I Remember Miles (с Ширли Хорн, 1998)
- The Montreal Tapes: Tribute to Joe Henderson (с Чарли Хейденом)
- Israeli Song (с Эли Дегибри, 2010)
- The Doctor is In… and Out (с Юсефом Латифом, 1976)
- Leonid Ptashka & Jazz Friends (с Леонидом Пташкой, 2005).